# Athén nomarhía
Athén elöljáróság (görögül Νομαρχία Δυτικής Αττικής [Nomarhía Ditikísz Atikísz]) egyike volt a görögországi Attika prefektúra (ami azonos Attika régióval) négy elöljáróságának. Attika kivételével a többi 50 prefektúra (nomosz) mind egyben elöljáróság (nomarhía) is volt. Az elöljáróság 35 önkormányzattal rendelkező községre (dimosz) oszlott.
Athén elöljáróság megfelelt az athéni agglomerációnak avagy Nagy-Athénnak Pireusz nélkül.
2011. január 1-től a prefektúrák megszűntek, helyettük 74 regionális egységet hoztak létre. Athén elöljáróság 4 regionális egységre oszlott: 
- Észak-Athén,
- Nyugat-Athén,
- Közép-Athén és
- Dél-Athén.

## Nagy-Athén felosztása
| Észak-Athén regionális egység: 9. Nea Ionia 10. Irakleio 11. Metamorfosi 12. Lykovrysi – Pefki 13. Kifissia 14. Penteli – Melissia 15. Amarousio 16. Vrilissia 17. Ag. Paraskevi 18. Cholargos – Papagou 19. Chalandri 20. Filothei – Psychiko |                     | |
| Nyugat-Athén regionális egység: 29. Egaleo 30. Agia Varvara 31. Chaidari 32. Perisztéri 33. Petroupoli 34. Ílion 35. Agioi Anargyroi – Kamatero                                                                                                | Nagy-Athén községei | Közép-Athén regionális egység: 1. Athén város 2. Dafni 3. Iliúpoli 4. Vyronas 5. Kaisariani 6. Zografou 7. Galatsi 8. Filadelfeia |
| Dél-Athén regionális egység: 21. Glifáda 22. Elliniko-Argyroupoli 23. Alimos 24. Agios Dimitrios 25. Nea Smyrni 26. Faliro 27. Kalithéa 28. Moschato                                                                                           |                     | |